# Vert (Landes)
Vert település Franciaországban, Landes megyében. Lakosainak száma 238 fő (2022. január 1.). Vert Brocas, Garein, Labrit, Luglon és Sabres községekkel határos.

## Népesség
A település népessége az elmúlt években az alábbi módon változott:
| Lakosok száma | 221  | 206  | 193  | 231  | 245  | 259  | 270  | 254  | 246  | 238  |
|               | 1968 | 1982 | 1990 | 2006 | 2013 | 2015 | 2017 | 2019 | 2020 | 2022 |